# تیم ملی بسکتبال زنان اوکراین
تیم ملی بسکتبال زنان اوکراین ، نماینده اوکراین در مسابقات بین‌المللی بسکتبال زنان است . این تیم توسط فدراسیون بسکتبال اوکراین اداره می شوند.